# 7th Beat Games
7th beat Games는 리듬게임, A dance of fire and ice를 개발한 개발사이다. 다른 게임으론 리듬닥터가 있다.